# Chaos Moon
Chaos Moon es una banda estadounidense de Black metal y Black Ambient fundada el año 2004.

## Discografía

### Álbumes de estudio
- Languor into Echoes, Beyond (2007)
- Origin of Apparition (2007)

### EP
- ...And So Are the Words that Never Made It (2004)